# 北海道大学触媒科学研究所
北海道大学触媒科学研究所（しょくばいかがくけんきゅうじょ、英: Institute for Catalysis, ICAT）は、北海道大学の附置研究所で、触媒による化学工業の国内での創出・促進・進歩を目指して設置された研究所である。1943年（昭和18年）に「触媒研究所」として設置された。
1989年度より、全国共同利用施設　「触媒化学研究センター」となる。
2010年度より共同利用・共同研究拠点に指定されている。基礎系8部門・実用化推進系1部門よりなる。
2015年度より「触媒科学研究所」となる。
2022年度より　連携ネットワーク型共同利用・共同研究拠点「触媒科学計測共同研究拠点」を形成し、代表となっている。

## 概要
世界最古の触媒研究所である。これは堀内寿郎教授の研究功績によるところが大きい。日本の化学工業が欧米に遅れること20年以上の昭和初期であり、多くは欧米からの技術や特許の輸入に頼っていた。東大化学教室、理化学研究所の堀内はドイツ、イギリスに渡り、帰国後の1935年（昭和10年）北大理学部教授としてマンチェスター大学での研究を発展、北大研究グループを形成するようになる。この研究グループが触媒科学研究所の基盤になると判断され、1943年（昭和18年）に「北海道大学触媒研究所」として設置された。
1989年（平成元年）、全国共同利用施設の「触媒化学研究センター」となり、2010年度より共同利用・共同研究拠点「触媒科学研究拠点」となる。2015年に触媒化学研究センターから「触媒科学研究所」になった。

## 組織

### 所長
- 清水研一　教授

### 部門
- 基礎研究系
  - 触媒理論研究部門
  - 触媒表面研究部門
  - 触媒構造研究部門
  - 触媒反応研究部門
  - 物質変換研究部門
  - 触媒材料研究部門
  - 分子触媒研究部門
  - 高分子機能科学部門
- 研究開発部門

### 附属施設
- ターゲット研究部
  - （拠点型）
    - 触媒研究基盤開発クラスター

  - （展開型）
    - ナノ界面反応場研究クラスター
    - 生体分子標識触媒研究クラスター
    - データ駆動型触媒研究クラスター
    - 遷移金属誘起高分子合成/ 変換研究クラスター

- 附属触媒連携研究センター
  - 産学官連携触媒研究ユニット
  - フリッツ・ハーバー研究ユニット
  - 北大触媒アライアンスユニット
  - 学際統合物質科学研究ユニット
  - 新放射光源触媒計測科学ユニット
  - キャタリストインフォマティクスユニット
  - アイシン-北大R＆Dラボユニット

- 研究支援技術部
  - 第一研究機器開発班
  - 第二研究機器開発班
  - 研究機器管理班

## 連携

### 学際統合物質科学研究機構 (IRCCS)
2016年（平成28年）6月22日より名古屋大学物質科学国際研究センター（実務校）、京都大学化学研究所附属元素科学国際研究センター、九州大学先導物質化学研究所との4研究所で統合物質創製化学研究推進機構を形成し、融合創発研究を展開している。2022年より名古屋大学内に学際統合物質科学研究機構に拡大改組され、再スタートを切った。

## 「触媒科学計測共同研究拠点」
2022年度より、大阪公立大学人工光合成研究センター、産業技術総合研究所触媒化学融合研究センターと共に、文部科学省の連携ネットワーク型共同利用・共同研究拠点「触媒科学計測共同研究拠点」を形成し、本研究所は本拠点の代表となっている。